# Charles Babbage
Charles Babbage (Teignmouth, 26. prosinca 1791. – London, 18. listopada 1871.), engleski matematičar, filozof i protoračunarski znanstvenik.

## Životopis
Charles Babbage: engleski matematičar, filozof i inženjer mehanike, rodio se 26. prosinca 1791. godine u Teignmouthu. Njegov otac Benjamin bio je bankarski suvlasnik. Majka mu se zvala Betsy Plumleigh Teape. 1808. godine obitelj se preselila u istočni Teignmouth, a otac se zaposlio kao nadzornik u crkvi St. Michael.
S osam godina Charles Babbage je krenuo u školu u Alphingtonu. Kratko vrijeme je pohađao gimnaziju King Edward VI, ali zbog teškog zdravstvenog stanja se morao ispisati i učiti privatno. Nekoliko godina kasnije upisao je Holmwood akademiju gdje je spoznao svoju ljubav prema matematici. Imao je dva privatna učitelja koji su ga učili i uz pomoć kojih se uspio upisati na Cambridge u 18. godini života. Bio je uvelike razočaran načinom učenja matematike na Cambridgeu.
S nekolicinom prijatelja poput Johna Herschela, Georgea Peacocka i Edwarda Ryana, osniva udrugu analitičara. Charles Babbage nikada nije uspio diplomirati, ali je kao najbolji matematičar na Peterhouse u Cambridgeu dobio počasnu diplomu 1814. godine.
Kao posljedicu smrti njegova oca, žene i dvoje od osmero djece 1827. godine Babbage je doživio živčani slom. Umro je u 79. godini života 18. listopada 1871. godine zbog problema s bubrezima. Njegovi izumi su obilježili početak 19. stoljeća, ali i bitno doprinijeli daljnjem razvoju matematike, mehanike, a i mnogih drugih znanosti.

## Kriptografija
Charles Babbage je prvi uspio razbiti Vigenèrovu kriptografsku metodu, koja je bila smatrana "neslomljivom" metodom u ranom devetnaestom stoljeću.

## Diferencijalni stroj
Diferencijalni stroj je mehaničko računalo specijalne namjene. Dizajniran za računanje polinomnih funkcija, no pošto se logaritamske i trigonometrijske funkcije mogu aproksimirati polinomima, ovaj stroj može se upotrijebiti i za aproksimaciju. Služio je za računanje brojčanih tablica koje su najčešće koristili mornari prilikom navigacije. Prvi od ovih uređaja bio 1786. godine zamislio J.H. Müller, ali taj uređaj nikada nije napravljen. 1822. g. Babbage je osvježio ideju poslavši pismo Kraljevskom Astronomskom udruženju pod naslovom "Bilješka o primjeni mašina za izračunavanje veoma velikih matematičkih tablica." Naime, Babbage je uočio veliki postotak pogreške prilikom računanja brojčanih tablica od strane ljudi koji su nazivani «computers» (eng. računari). Diferencijalni stroj mogao je automatski računati više vrijednosti koristeći se metodom konačnih diferencija, čime je također izbjegao potrebu za množenjem i dijeljenjem. Ovaj stroj nije nikada dovršen iz više razloga. Babbage je konstantno tražio od britanske vlade još novaca, ali kako projekt dugo vremena nije napredovao, britanska vlada je odbila nastaviti financirati projekt.
Bazirajući se na Babbageovim originalnim planovima, londonski Muzej znanosti konstruirao je potpuno funkcionalan Diferencijalni stroj 2 između 1989. i 1991. g. u čast 200-te godišnjice Babbageovog rođenja. 2000. godine napravljen je pisač koji je Babbage originalno dizajnirao za diferencijalni stroj. Najzanimljivije je, međutim, da se Babbageov originalni koncept pokazao točnim, uz veoma male greške (nastale vjerojatno slučajem, ili autorovim načinom zašite od nedozvoljenog korištenja). Od kada su završeni, i stroj i pisač rade bezprijekorno. Napravljeni su poštovanjem tehnologije 19. st.
Prvi diferencijalni stroj sastavljen je od 25 tisuća dijelova, težio je 13,6 tona i bio 2,4m visok. Kasnije je napravljena poboljšana verzija koja je svoje prvo računanje obavila u Londonskom muzeju znanosti. Ispisala je rješenje na 31 znamenku, što je tri puta više znamenaka nego što ispiše današnji prosječni kalkulator.

## Analitički stroj
Analitički stroj, važni korak u povijesti računala, bio je jedan od prvih mehaničkih računala nalik općenitom pojmu današnjeg modernog računala. Analitički stroj se sastojao od sljedećih dijelova:
1. Kao osnovnu bazu koristio je binarni brojevni sustav -  baš kao i svako današnje moderno računalo
2. Imao je ulazno-izlaznu jedinicu: jedinicu za unos podataka, odnosno za ispis istih
3. Jedinica za pohranjivanje podatka: bušene kartice koje je Babbage zamislio za svoj analitički stroj koristile su se dugi niz godina dok se nije otkrilo magnetsko zapisivanje.
4. Centralna jedinica za obradu podataka: tzv. procesor
5. Programski jezik: analitički stroj je imao skup naredaba kojima je upravljao s podatcima i funkcijama središnje jedinice (napravila ga je Ada Byron)

Za razliku od diferencijalnog stroja, analitički stroj je imao programski jezik, tj. bio je programabilan. Kao i diferencijalni stroj, ni ovaj stroj, zbog financijskih i političkih problema, nije dovršen za života Charlesa Babbagea. Neki vjeruju kako ni tehnološki nije bilo moguće provesti ovaj projekt u djelo u to vrijeme, dok drugi pak tvrde da se s tehnologijom iz tog razdoblja mogao ostvariti projekt, samo da su financijska i politička potpora bile jače. Babbageov analitički stroj trebao je pokretati parni stroj. Stroj bi bio dug 30, a širok 10 metara. Memorija stroja mogla je imati tisuću brojeva, od kojih je svaki mogao imati 50 znamenaka. 1910. g. Charlesov sin Henry P. Babbage napravio je dio stroja i na njemu izračunao višekratnike broja π (pi).